# Friedrich Waller
Friedrich Waller, noto Fritz (18 marzo 1920 – 15 febbraio 2004) è stato un bobbista svizzero.

## Biografia
Ai V Giochi olimpici invernali (edizione disputatasi nel 1948 a Sankt Moritz, Svizzera) vinse la medaglia d'oro nel Bob a due con il connazionale Felix Endrich partecipando per la nazionale Svizzera II, dietro a loro l'altra nazionale svizzera (medaglia d'argento) e quella statunitense.
Il tempo totalizzato fu di 5:29,2, con un distacco minimo dalla seconda posizione:  5:30,4.
Inoltre ai campionati mondiali vinse quattro medaglie:
- nel 1947, medaglia d'argento nel bob a due con Felix Endrich e medaglia d'oro nel bob a quattro con Fritz Feierabend, Felix Endrich e Stephan Waser;
- nel 1949, medaglia d'oro nel bob a due con Felix Endrich, medaglia di bronzo  nel bob a quattro con Fritz Feierabend, Werner Spring e Heinrich Angst